# 福村貴幸
福村 貴幸（ふくむら たかゆき、1991年12月22日 - ）は、大阪府枚方市出身の元プロサッカー選手。ポジションはディフェンダー（DF）。

## 来歴
小学生時代は当初水泳をやっていたが、4年生の時友人に誘われてサッカーを始め北河内地区を中心とするクラブチームであるミュートスSCに入団した。6年生の時には北河内地区の選抜チームメンバーに選出されている。小学校卒業後は四條畷市のクラブチームFCグリーンウェーブU-15に入団、「ここで技術は身に付いた」と後に語っている。中学校卒業後はグリーンウェーブの練習場所のひとつであった大阪桐蔭高校に進学。高校2年次の2009年2月、U-18日本代表候補に初選出された。
高校卒業後は大学に進学する事を考えて関西大学サッカー部を志願したがスポーツ推薦を得ていたにも関わらず入学試験で不合格となる。「どうしよう、やばいな」と焦る福村の元に複数のJリーグクラブよりオファーが届いた。川崎フロンターレにも練習参加したが最終的に京都サンガF.C.入りを決断、2010年より京都へ加入。同年4月にも、内田達也に代わってU-19日本代表候補に追加招集された。クラブでは同年シーズンは公式戦出場はなく、練習試合に出られないこともあった。
2011年、大木武が監督に就任すると開幕から左サイドバック（SB）で起用され、天皇杯決勝でもプレーするなど成長を遂げた。翌年以降もレギュラーとして出場を続け、大木に高い対人守備能力を評価されてセンターバック、ボランチなどでも起用され、フリーキックのキッカーも任された。2013年のオフには、セレッソ大阪からオファーを受けたが、京都と契約を更新し残留した。
2015年、和田昌裕が監督に就任すると、SBの攻撃参加を重視する戦術が採用されたことで出場機会を得られなくなり、同年3月に清水エスパルスへ期限付き移籍した。シーズン終了後に期限付き移籍期間満了となり、2016年より清水に完全移籍。
2017年、大木武が新しく監督に就任したFC岐阜へ期限付き移籍で加入。
2018年1月6日、清水より完全移籍加入。シーズン終了後、契約満了により退団。
2019年、ガイナーレ鳥取に加入。
2020年、東京ヴェルディへ完全移籍。2021年12月4日、契約満了による退団が発表された。
2022年、FC琉球へ完全移籍。
2024年12月22日、現役引退が発表された。

## 所属クラブ
- 2002年 - 2005年 ミュートスサッカークラブ
- 2005年 - 2006年 FCグリーンウェーブU-15
- 2007年 - 2009年 大阪桐蔭高等学校
- 2010年 - 2015年  京都サンガF.C.
  - 2015年3月 - 同年12月  清水エスパルス（期限付き移籍）
- 2016年 - 2017年  清水エスパルス
  - 2017年  FC岐阜（期限付き移籍）
- 2018年  FC岐阜
- 2019年  ガイナーレ鳥取
- 2020年 - 2021年  東京ヴェルディ
- 2022年 - 2024年  FC琉球

## 個人成績
| 国内大会個人成績 | 国内大会個人成績 | 国内大会個人成績 | 国内大会個人成績 | 国内大会個人成績 | 国内大会個人成績 | 国内大会個人成績 | 国内大会個人成績 | 国内大会個人成績 | 国内大会個人成績 | 国内大会個人成績 | 国内大会個人成績 |
| 年度             | クラブ           | 背番号           | リーグ           | リーグ戦         | リーグ戦         | リーグ杯         | リーグ杯         | オープン杯       | オープン杯       | 期間通算         | 期間通算         |
| 年度             | クラブ           | 背番号           | リーグ           | 出場             | 得点             | 出場             | 得点             | 出場             | 得点             | 出場             | 得点             |
| 日本             | 日本             | 日本             | 日本             | リーグ戦         | リーグ戦         | リーグ杯         | リーグ杯         | 天皇杯           | 天皇杯           | 期間通算         | 期間通算         |
| ---------------- | ---------------- | ---------------- | ---------------- | ---------------- | ---------------- | ---------------- | ---------------- | ---------------- | ---------------- | ---------------- | ---------------- |
| 2010             | 京都             | 20               | J1               | 0                | 0                | 0                | 0                | 0                | 0                | 0                | 0                |
| 2011             | 京都             | 16               | J2               | 19               | 0                | -                | -                | 6                | 0                | 25               | 0                |
| 2012             | 京都             | 16               | J2               | 37               | 0                | -                | -                | 2                | 0                | 39               | 0                |
| 2013             | 京都             | 16               | J2               | 41               | 1                | -                | -                | 2                | 0                | 43               | 1                |
| 2014             | 京都             | 16               | J2               | 18               | 1                | -                | -                | 2                | 0                | 20               | 1                |
| 2015             | 京都             | 16               | J2               | 0                | 0                | -                | -                | -                | -                | 0                | 0                |
| 2015             | 清水             | 38               | J1               | 14               | 0                | 4                | 0                | 1                | 0                | 19               | 0                |
| 2016             | 清水             | 38               | J2               | 13               | 0                | -                | -                | 3                | 0                | 16               | 0                |
| 2017             | 岐阜             | 16               | J2               | 38               | 1                | -                | -                | 2                | 1                | 40               | 2                |
| 2018             | 岐阜             | 16               | J2               | 35               | 0                | -                | -                | 1                | 0                | 36               | 0                |
| 2019             | 鳥取             | 27               | J3               | 32               | 0                | -                | -                | 1                | 0                | 33               | 0                |
| 2020             | 東京V            | 16               | J2               | 33               | 0                | -                | -                | -                | -                | 33               | 0                |
| 2021             | 東京V            | 16               | J2               | 34               | 0                | -                | -                | 1                | 0                | 35               | 0                |
| 2022             | 琉球             | 2                | J2               | 32               | 0                | -                | -                | 0                | 0                | 32               | 0                |
| 2023             | 琉球             | 2                | J3               | 33               | 2                | -                | -                | 1                | 0                | 34               | 2                |
| 2024             | 琉球             | 2                | J3               | 1                | 0                | 0                | 0                | -                | -                | 1                | 0                |
| 通算             | 日本             | 日本             | J1               | 14               | 0                | 4                | 0                | 1                | 0                | 19               | 0                |
| 通算             | 日本             | 日本             | J2               | 300              | 3                | -                | -                | 19               | 1                | 319              | 4                |
| 通算             | 日本             | 日本             | J3               | 66               | 2                | -                | -                | 2                | 0                | 68               | 2                |
| 総通算           | 総通算           | 総通算           | 総通算           | 380              | 5                | 4                | 0                | 22               | 1                | 406              | 6                |

その他の公式戦
- 2012年
  - J1昇格プレーオフ 1試合0得点
- 2013年
  - J1昇格プレーオフ 2試合0得点

出場歴
- Jリーグ初出場 - 2011年3月5日 J2第1節 vs水戸ホーリーホック（ケーズデンキスタジアム水戸）
- Jリーグ初得点 - 2013年6月29日 J2第21節 vs栃木SC（栃木県グリーンスタジアム）

## 代表歴
- U-18日本代表候補
- U-19日本代表候補